# Zakariyya al-Qazwini
Abū Yaḥyā Zakariyyāʾ ibn Muḥammad al-Qazwīnī, semplicemente Zakariyya al-Qazwini o al-Qazvin (nome completo in persiano أبو یحیی زکریاء بن محمد القزویني‎; Qazvin, 1203 – Baghdad, 1283), fu il principale cosmografo musulmano, polimatematico, divulgatore e scrittore di proto-fantascienza di etnia araba o persiana.
Discendeva da una famiglia di giuristi che a lungo aveva avuto residenza a Qazvin e vantava tra i suoi antenati il Compagno del Profeta medinese Anas b. Mālik.

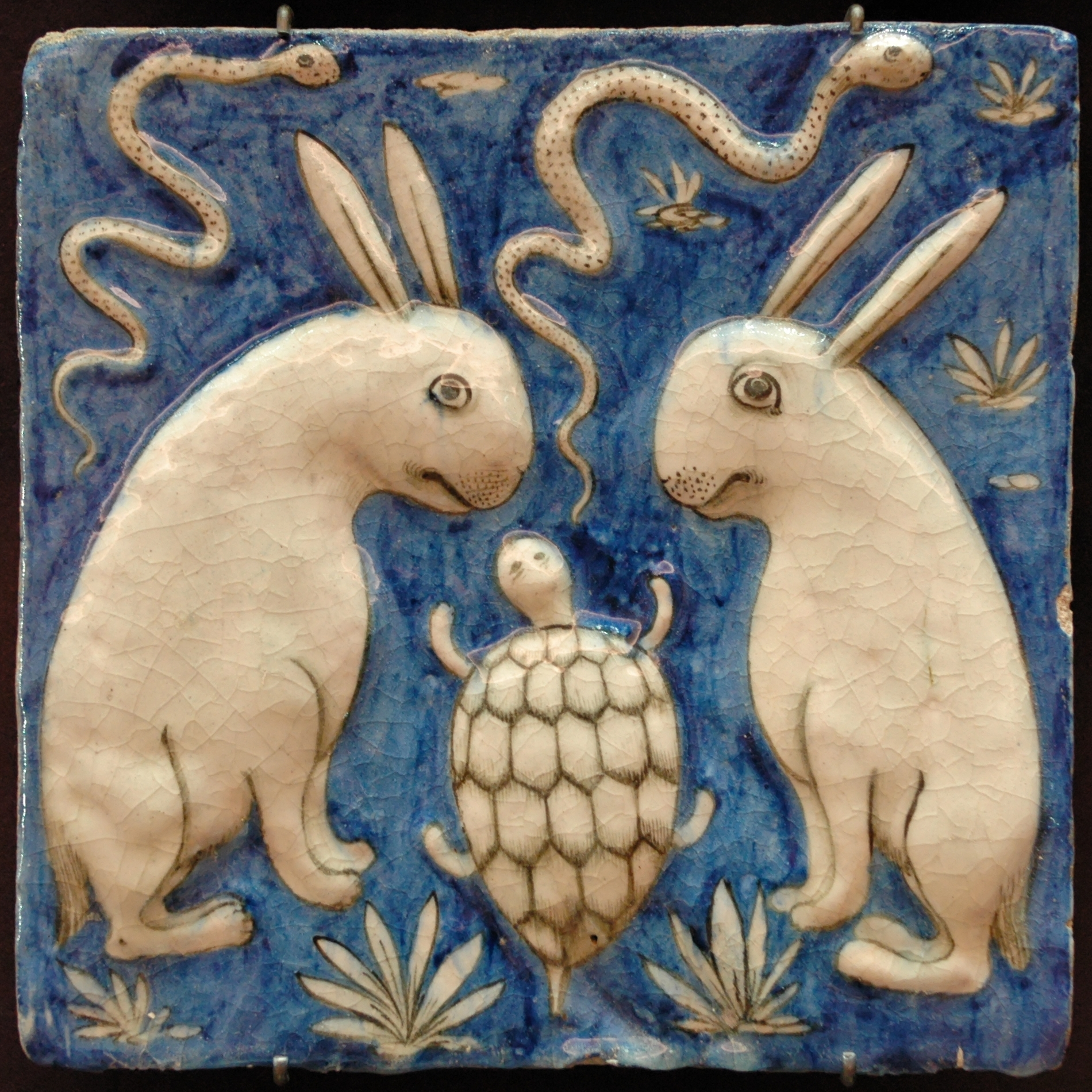
Ceramica illustrante Le meraviglie del creato e gli aspetti miracolosi delle cose esistenti (Iran, XIX secolo)

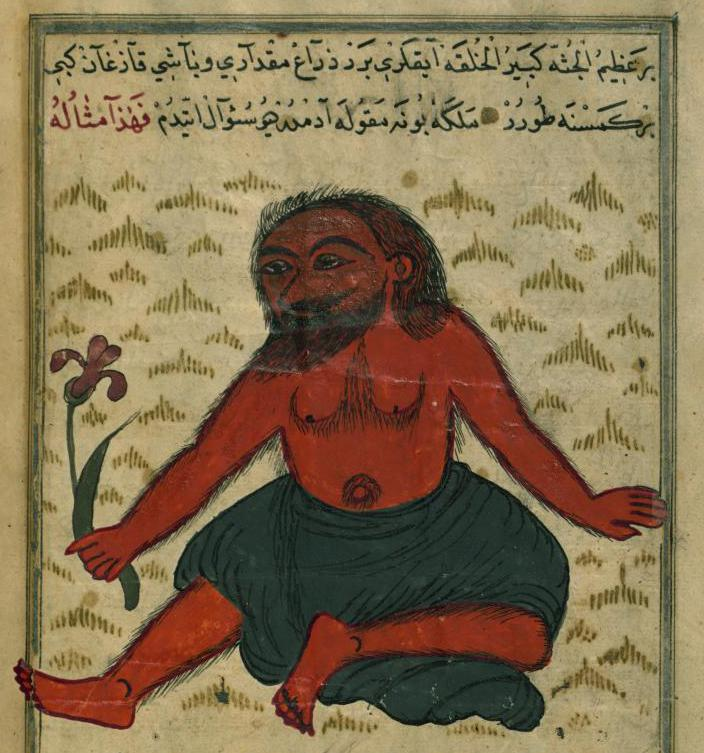
Il mostro di Gog e Magog, di cui parla Zakariyyāʾ al-Qazwīnī

## Biografia
Nato a Qazvin (Persia), Zakariyyāʾ al-Qazwīnī servì come giudice ad al-Wāsiṭ e ad al-Ḥilla sotto il regno dell'ultimo califfo abbaside al-Mustaʿṣim (1240-58) e come esperto legale in diverse località della Persia e nella città di Baghdad. Viaggiò a Damasco - dove incontrò nel 1233 Ḍiyāʾ al-Dīn Ibn al-Athīr (m. 1239), politico e vizir di Ṣalāḥ al-Dīn (Saladino) dall'aprile 1191 (o 1187) e in cui subì l'influenza del grande sufi Ibn ʿArabī - oltre che in Mesopotamia e nei paesi più a oriente. 
Dopo la caduta della capitale ad opera dei Mongoli si ritirò a vita privata, seguitando nei suoi studi. Entrò nel circolo intellettuale di cui era patrono 'Ata-Malik Juwayni (m. 1283), governatore di Baghdad per conto di Hūlāgū e del suo successore Abāqā. 
Fu a lui che più tardi al-Qazwīnī dedicò la sua famosa opera di cosmografia Le meraviglie del creato e gli aspetti miracolosi delle cose esistenti (in arabo عجائب المخلوقات وغرائب الموجودات‎?, ʿAjāʾib al-makhlūqāt wa gharāʾib al-mawjūdāt). Questo trattato normalmente ricco d'illustrazioni, conobbe un'immediata popolarità e si conserva ancor oggi in numerose copie manoscritte. Fu tradotto dalla sua lingua originaria, il persiano e più tardi in turco.
Al-Qazwīnī fu anche famoso per il suo dizionario geografico "Monumenti dei luoghi e storia dei servi di Dio" (in arabo آثار البلاد وأخبار العباد‎?, Āthār al-bilād wa akhbār al-ʿibād). 
Al-Qazwīnī scrisse anche un'opera letteraria futuribile, intitolata Awaj bin Anfāq (in arabo أوج بن أنفاق‎?), su un uomo che viaggia dalla Terra verso un altro pianeta.

Al-Qazwīnī ha ricordato come alchimisti, da lui etichettati come "truffatori", avessero affermato di aver effettuato la trasmutazione di metalli in oro. Egli scrisse: